# Tetralonia labrosa
Tetralonia labrosa är en biart som beskrevs av Heinrich Friese 1911. Tetralonia labrosa ingår i släktet Tetralonia och familjen långtungebin. Inga underarter finns listade i Catalogue of Life.